# Margaret Fountaine
Margaret Elizabeth Fountaine (Norfolk, 16 de maig de 1862-Trinidad, 21 d'abril de 1940) fou una col·leccionista de papallones de l'època victoriana i esdevingué una veritable entomòloga.
Va donar-se a conèixer com a il·lustradora d'història natural i va tenir un gran amor per les papallones, les quals coneixia molt bé. Amb aquest interès, viatjà extensament per Europa, Sud-àfrica, l'Índia, el Tibet, Amèrica, Austràlia i les Índies de l'Oest, buscant i recollint-ne espècies rares fins a aplegar-ne una vasta i rica col·lecció.
També va obtenir espècimens de gran qualitat criant papallones a partir d'ous i erugues. 22.000 exemplars dels que recollí es troben actualment al Museu del Castell de Norwich; constitueixen la Col·lecció Fountaine-Neimy. També publicà nombrosos articles relacionats amb la seva feina. El Museu d'Història Natural de Londres exposa els seus quatre llibres de croquis sobre la vida de les papallones.
Al 1971 el gènere de papallona Fountainea s'anomenà així en honor seu. També en homenatge a Margaret Fountaine, Kenneth J. Morton va anomenar l'espècie Odonata Ischnura fountainei.

## Diaris
Quan va fer setze anys començà un diari que va mantenir fins a la mort, el 1940. Els diaris, redactats acuradament i guarnits amb flors i insectes premsats, exposen la vida d'una dona de mentalitat forta i esperit lliure, desitjosa d'aventura i desdenyosa de convencions.
Una nota que acompanyava els diaris, expressa: 
"Abans de presentar aquesta –la història de la meva vida– a aquells, siguin els qui siguin, cent anys de la data damunt que sigui primer començat per ser escrit, i.e. April 15: 1878, el sento incumbent a mi per oferir alguna classe de disculpa per molt que és enregistrada therein, especialment durant el primers pocs anys, quan (era a penes 16 al temps va ser començat) jo naturalment passat a través d'un força profitless i període ximple de vida, com era i sens dubte és encara, prevalent entre noies molt joves, encara que potser més tan llavors – fa cent anys, quan l'educació de dones era tan shamelessly negligit, deixant el uninitiated femella per començar vida amb tot el yearnings de naturalesa bastant unexplained a ella, i les follies i foibles de joventut només massa a punt per entrar al hitherto unoccupied i possiblement cervell imaginatiu.

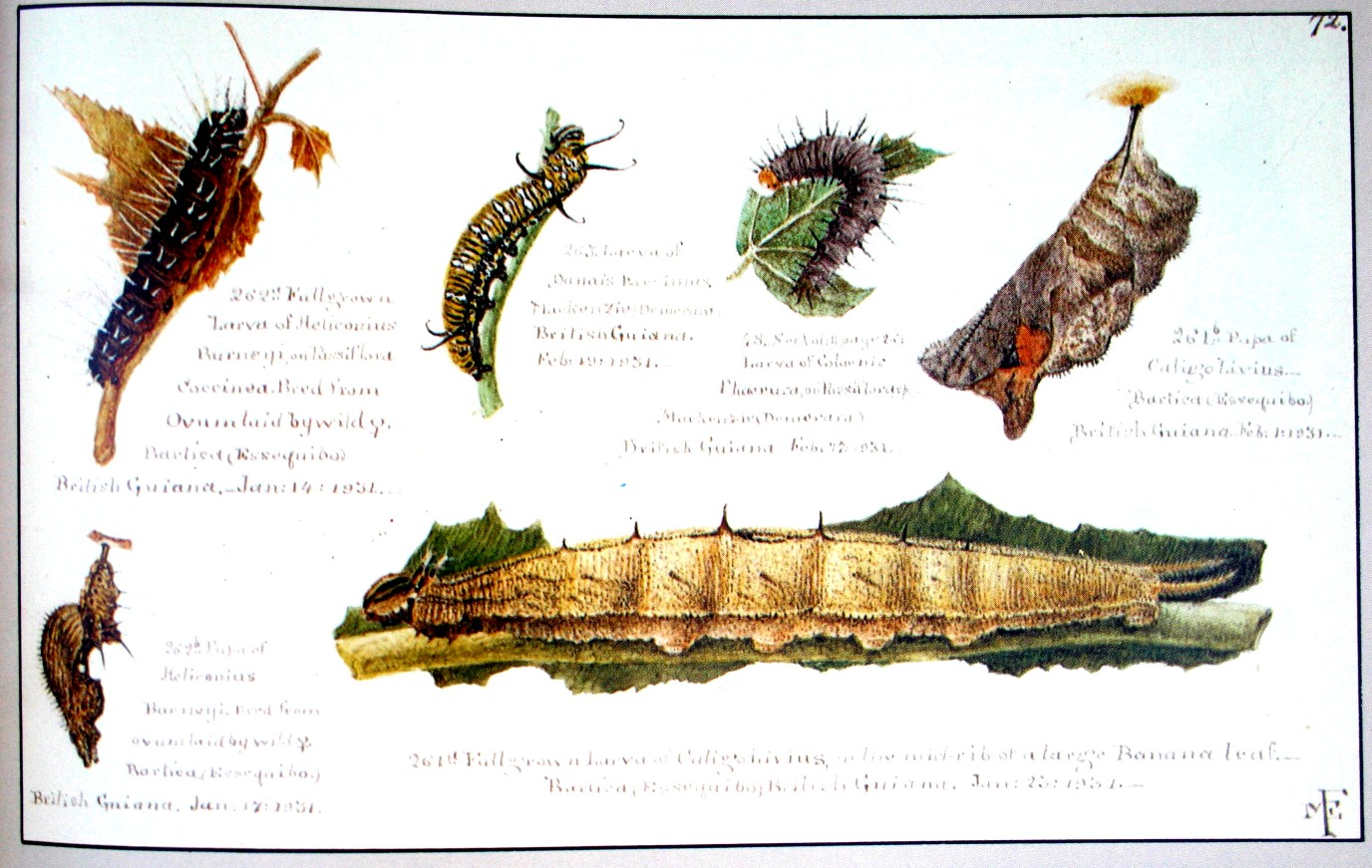
Crisàlides i larves de papallones de la Guaiana Britànica. Diaris de Fountaine

Algun escriptor ha dit (penso que és Bulmer Lytton) que “ la vida sencera d'una dona és una història dels afectes – el cor és el seu món.” I de fet, hi ha alas! Molt que és només massa cert en aquesta declaració, per no és aquests amors, tan afectuosament cherished i tan molt aferrat a, sovint merament mentre sigui tantes portes dirigint damunt, a través de camins de sorrow, a desastre definitiu i pèrdua final?
La passió més gran, i potser l'amor més noble de la meva vida era sens dubte per Septimus Hewson, i el cop vaig rebre del seu heartless la conducta va deixar una cicatriu al meu cor, el qual cap longitud de cronometrar mai bastant effaced.

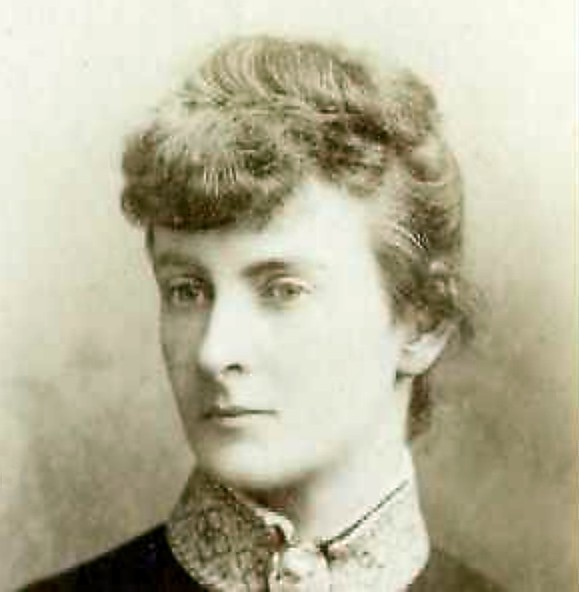

Per Charles Neimy, l'amor de la qual i amistat per mi endured per un període de cap menys de 27 anys, acabant només amb la seva mort, sentia una devoció profunda i afecte cert; i certament la part més interessant de la meva vida va ser gastada amb ell. El company estimat – el constant i untiring amic i ajudant en el nostre Entomological feina, viatjant mentre nosaltres junt per damunt tot el més preciós, el més salvatge i sovint els llocs més solitaris d'aquesta la majoria de Terra bonica, mentre el roving esperit i amor del wilderness ens va dibuixar de prop junt en un vincle d'unió malgrat les nostres esferes àmpliament diferents de vida, cursa i individualitat en una manera que era sovint bastant inexplicable a la majoria dels qui ens van saber.
Al Lector - potser encara no nascut – deixo aquest rècord de la vida salvatge i agosarada d'un dels “Nens d'Acre Del sud”, qui mai ‘va créixer amunt' - & que va gaudir de molt i patit molt. - M. E. Fountaine"